# Can Moragues (Sant Antoni de Vilamajor)
Can Moragues és un edifici al municipi de Sant Antoni de Vilamajor (Vallès Oriental) catalogat a l'Inventari del Patrimoni Arquitectònic de Catalunya. Es conserva documentació de Can Moragues des del segle xiii, però l'actual construcció, com ho testimonia la finestra conopial, ha de ser dels segles XV i XVI. La planta és rectangular, la teulada és a dos vessants, i la façana està sota un d'aquests vessants. La porta té 11 dovelles, una finestra conopial i un rellotge de sol, que distingeixen la part central de la façana. A una paret lateral hi ha alguns contraforts i per sobre una balconada.